# 明朝丞相
明朝丞相，为明朝初期至洪武十三年（1380年）期间的行政中枢首腦、明朝中书省的最高级长官，负责统领六部。正一品。
明初沿袭元朝制度，设立中書省，置左、右丞相。甲辰正月，初置左、右相國，其中李善長為右相國，徐達為左相國。吳元年，改右相國為左相國，左相國為右相國。洪武元年，改為左、右丞相。由中书省统六部，但不设置中書令。洪武十三年（1380年），胡惟庸案之后，明太祖朱元璋罢中书省，分中书省之权归于六部。原中書省官屬盡革，惟存中書舍人。

## 丞相列表
中書令時中書及都督府議倣元制，設中書令，太子為之。太祖曰：「吾子年未長，學未充，更事未多。所宜尊禮師傅，講習經傳，博通古今，識達機宜。他日軍國重務，皆令啟聞，何必作中書令乎？」遂不設。
| 任職時間                    | 左丞相                                    | 右丞相                                                | 備註 |
| --------------------------- | ----------------------------------------- | ----------------------------------------------------- | ---- |
| 太祖洪武元年戊申 （1368年） | 李善長 宣國公兼左丞相兼太子少師           | 徐達 信國公兼右丞相兼太子少傅                         |      |
| 洪武二年己酉 （1369年）     | 李善長 宣國公兼左丞相兼太子少師           | 徐達 信國公兼右丞相兼太子少傅                         |      |
| 洪武三年庚戌 （1370年）     | 李善長 韓國公兼左丞相兼太子太師           | 徐達 魏國公兼右丞相兼太子太傅                         |      |
| 洪武四年辛亥 （1371年）     | 李善長 韓國公兼左丞相兼太子太師。正月致仕 | 徐達 魏國公兼左丞相兼太子太傅 汪廣洋 右丞相，正月任   |      |
| 洪武五年壬子 （1372年）     |                                           | 汪廣洋 右丞相                                         |      |
| 洪武六年癸丑 （1373年）     |                                           | 汪廣洋 右丞相。正月左遷廣東參政 胡惟庸 右丞相，七月任 |      |
| 洪武七年甲寅 （1374年）     |                                           | 胡惟庸 右丞相                                         |      |
| 洪武八年乙卯 （1375年）     |                                           | 胡惟庸 右丞相                                         |      |
| 洪武九年丙辰 （1376年）     |                                           | 胡惟庸 右丞相                                         |      |
| 洪武十年丁巳 （1377年）     | 胡惟庸 九月遷左丞相                       | 汪廣洋 右丞相，九月復                                 |      |
| 洪武十一年戊午 （1378年）   | 胡惟庸 左丞相                             | 汪廣洋 右丞相                                         |      |
| 洪武十二年己末 （1379年）   | 胡惟庸 左丞相                             | 汪廣洋 右丞相。十二月謫海南，賜死。                   |      |
| 洪武十三年庚申 （1380年）   | 胡惟庸 左丞相。正月賜死。                 |                                                       |      |